# 下诺伊基兴 (巴伐利亚州)
下诺伊基兴是德国巴伐利亚州的一个市镇。总面积23.26平方公里，总人口2928人，其中男性1479人，女性1449人（2011年12月31日），人口密度126人/平方公里。